# Lesní rybník (Strašov)
Lesní rybník u hájenky ve Strašově je vodní plocha nalézající se v lese u silnice vedoucí ze Semína na kraji obce Strašov v okrese Pardubice.

## Galerie

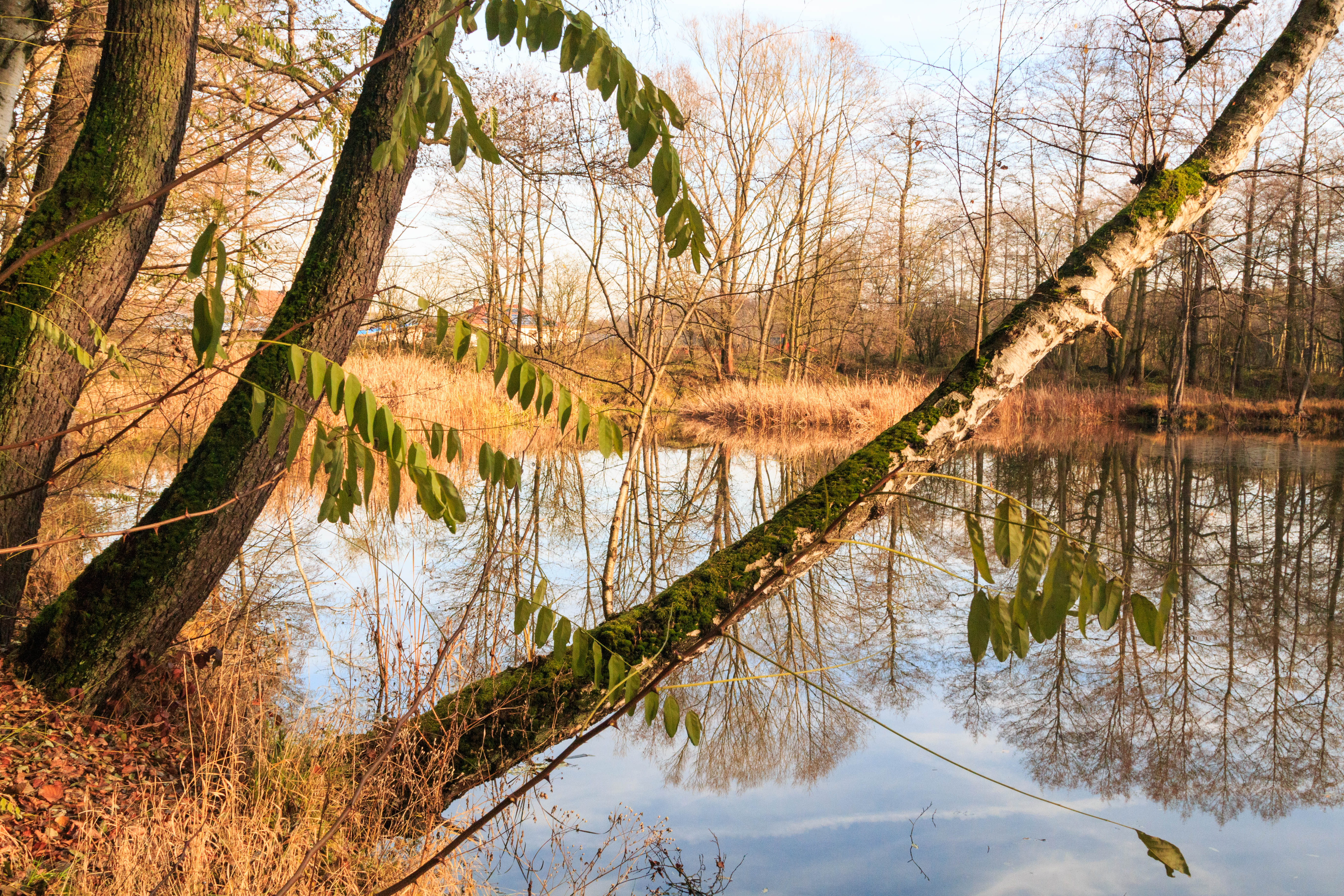
Lesní rybník u hájenky ve Strašově
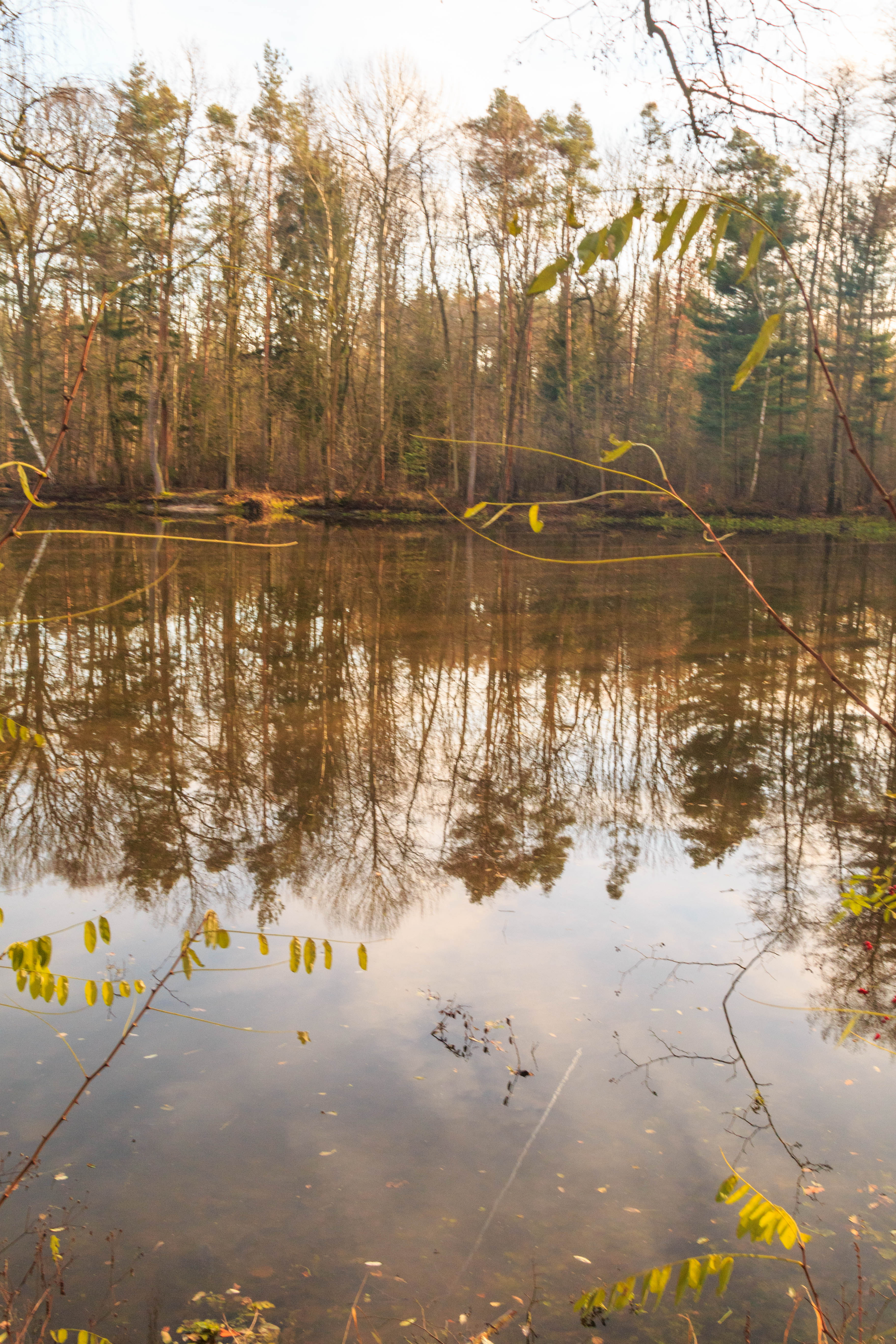
Lesní rybník u hájenky ve Strašově